# Spisak tomova serije Soul Eater
Mangu Soul Eater je napisao i ilustrovao Acuši Okubo. Objavljivala se u mesečnom šonen časopisu Monthly Shōnen Gangan od 2004. do 2013. godine sa poglavljima sakupljenim u 25 tankobona. Izdavačka kuća Najkula prevodi naslov na srpski jezik od 2024. godine.

## Spisak tomova
| - „” (ソウルイーター) - „” (ブラック☆スター) - „” (デス・ザ・キッド) - 1. „Dopunska nastava (prvi deo)” (補習授業(前編) () |

| - 2. „Dopunska nastava (drugi deo)” (補習授業(後編) () - 3. „Novi učenik i posmatranje duše” ("新入生"と"魂観察" "Shinnyūsei" to "Tamashii Kansatsu") - 4. „Demonski mač (prvi deo)” (魔剣(前編) () - 5. „Demonski mač (drugi deo)” (魔剣(後編) () |

| - 6. „Sveti mač” (聖剣 ) - 7. „Demonska oštrica (prvi deo)” (妖刀(前編) () - 8. „Demonska oštrica (drugi deo)” (妖刀(後編) () - 9. „” (がんばれる魂 ) |

| - 10. „Eksperiment (prvi deo)” (実験(前編) () - 11. „Eksperiment (drugi deo)” (実験(後編) () - 12. „(Ne)Pismeni ispit” (超筆記試験 ) - 13. „Crni zmaj (prvi deo)” (黒龍(前編) () - 14. „Crni zmaj (drugi deo)” (黒龍(後編) () |